# Kazimierz Cissowski
Kazimierz Cissowski herbu Księżyc – ławnik tucholski w latach 1685-1709.
Poseł sejmiku tucholskiego na sejm 1677 roku. Jako poseł na sejm elekcyjny 1697 roku i deputat z powiatu tucholskiego podpisał pacta conventa Augusta II Mocnego.